# Pewel Wielka (przystanek kolejowy)
Pewel Wielka – przystanek kolejowy w Pewli Wielkiej, w województwie śląskim, w powiecie żywieckim. Aktualnie zatrzymują się tu pociągi typu REGIO. W 2015 roku przystanek został odnowiony.

## Ruch pasażerski
| Rok  | Wymiana pasażerska na dobę |
| ---- | -------------------------- |
| 2017 | 0-9                        |
| 2022 | 0-9                        |